# Selene
 Der er for få eller ingen kildehenvisninger i denne artikel, hvilket er et problem. Du kan hjælpe ved at angive troværdige kilder til de påstande, som fremføres i artiklen.

Selene (græsk: Σελήνη, selēnē "måne") er månegudinden i den græske mytologi. Den tilsvarende månegudinde i den romerske mytologi er Luna.
Hun er datter af titanerne Hyperion og Theia og søster til Helios (Solen) og Eos (Morgenrøden). Hun kører hen over himmelen i en vogn, der er trukket af to heste (hvor Helios har fire heste). Hun forelskede sig i mennesket Endymion.
Endymion var en overvældende smuk ung mand, der var faldet i søvn på bjerget Latmos. Her fik Selene under sin vandring over nattehimlen øje på ham og forelskede sig øjeblikkeligt.  For at hun, den udødelige gudinde, aldrig skulle miste sin skønne, men jordiske og dermed dødelige elsker, bad hun Zeus om at tilstå  Endymion udødelighed og evig  ungdom. I nogle overleveringer er det Endymion selv, der fremsætter ønsket, som Zeus imidlertid opfyldte ved at nedsænke Endymion i en evig søvn i en grotte på Latmos, hvor han henlå, uforanderligt sovende,  som første gang Selene så ham. Hver nat besøgte Selene – som måneskin – sin sovende elskede, og hun avlede 50 børn med ham.
Det er den myte, der hentydes til, når Jægerkoret i  Johan Ludvig Heibergs syngespil Elverhøj (1828) synger:
Herligt, en Sommernat

Drage til Elverkrat,

Hvile ved Kilden den svale!

Luna sit Sølverbaand

Snoer om Endymion,

Speider i Busk og i Dale.